# Kermesia maculata
Kermesia maculata är en insektsart som beskrevs av Melichar 1914. Kermesia maculata ingår i släktet Kermesia och familjen Meenoplidae. Inga underarter finns listade i Catalogue of Life.